# Valencia Open 2015 - Qualificazioni singolare
Le qualificazioni del singolare  del Valencia Open 2015 sono state un torneo di tennis preliminare per accedere alla fase finale della manifestazione. I vincitori dell'ultimo turno sono entrati di diritto nel tabellone principale. In caso di ritiro di uno o più giocatori aventi diritto a questi sono subentrati i lucky loser, ossia i giocatori che hanno perso nell'ultimo turno ma che avevano una classifica più alta rispetto agli altri partecipanti che avevano comunque perso nel turno finale.

## Teste di serie
1. Federico Delbonis (primo turno)
2. Pablo Carreño (spostato nel tabellone principale)
3. Thanasi Kokkinakis (secondo turno)
4. Daniel Gimeno Traver (primo turno)

1. Rajeev Ram (secondo turno)
2. Íñigo Cervantes (primo turno)
3. Jan-Lennard Struff (secondo turno)
4. Albert Montañés (ultimo turno, Lucky loser)

## Qualificati
1. Miša Zverev
2. Michał Przysiężny

1. Daniel Brands
2. Tarō Daniel

### Lucky loser
1. Norbert Gombos

1. Albert Montañés

## Tabellone

### Legenda
| - Q = Qualificato - WC = Wild card - LL = Lucky loser | - ALT = Alternate - SE = Special Exempt - PR = Protected Ranking | - w/o = Walkover - r = Ritirato - d = Squalificato |

### Sezione 1
|  | Primo turno | Primo turno            | Primo turno        | Primo turno | Primo turno |  |  | Secondo turno | Secondo turno          | Secondo turno          | Secondo turno | Secondo turno |   |   | Ultimo turno | Ultimo turno | Ultimo turno | Ultimo turno | Ultimo turno |  |
|  |             |                        |                    |             |             |  |  |               |                        |                        |               |               |   |   |              |              |              |              |              |  |
|  | 1           | Federico Delbonis      | Federico Delbonis  | 2           | 0           |  |  |               |                        |                        |               |               |   |   |              |              |              |              |              |  |
|  |             | Miša Zverev            | Miša Zverev        | 6           | 6           |  |  |               | Miša Zverev            | Miša Zverev            | 6             | 6             |   |   |              |              |              |              |              |  |
|  |             | Mario Vilella Martínez | 6                  | 4           | 6           |  |  |               | Mario Vilella Martínez | Mario Vilella Martínez | 4             | 3             |   |   |              |              |              |              |              |  |
|  | WC          | Pedro Martínez Portero | 1                  | 6           | 3           |  |  |               |                        |                        |               |               |   |   |              | Miša Zverev  | Miša Zverev  | 6            | 6            |  |
|  | WC          | Nicola Kuhn            | Nicola Kuhn        | 2           | 3           |  |  |               |                        |                        | Yūichi Sugita | Yūichi Sugita | 4 | 1 |              |              |              |              |              |  |
|  |             | Yūichi Sugita          | Yūichi Sugita      | 6           | 6           |  |  |               | Yūichi Sugita          | 2                      | 6             | 6             |   |   |              |              |              |              |              |  |
|  |             | Kenny de Schepper      | Kenny de Schepper  | 1           | 4           |  |  | 7             | Jan-Lennard Struff     | 6                      | 3             | 4             |   |   |              |              |              |              |              |  |
|  | 7           | Jan-Lennard Struff     | Jan-Lennard Struff | 6           | 6           |  |  |               |                        |                        |               |               |   |   |              |              |              |              |              |  |

### Sezione 2
|  | Primo turno | Primo turno                    | Primo turno                    | Primo turno | Primo turno |  |  | Secondo turno | Secondo turno     | Secondo turno     | Secondo turno | Secondo turno |   |   | Ultimo turno | Ultimo turno      | Ultimo turno      | Ultimo turno | Ultimo turno |  |
|  |             |                                |                                |             |             |  |  |               |                   |                   |               |               |   |   |              |                   |                   |              |              |  |
|  | Alt         | Carlos Taberner                | Carlos Taberner                | 6           | 7           |  |  |               |                   |                   |               |               |   |   |              |                   |                   |              |              |  |
|  | WC          | Jordan Correia Passos do Carmo | Jordan Correia Passos do Carmo | 4           | 5           |  |  | Alt           | Carlos Taberner   | Carlos Taberner   | 4             | 4             |   |   |              |                   |                   |              |              |  |
|  |             | Michał Przysiężny              | Michał Przysiężny              | 6           | 6           |  |  |               | Michał Przysiężny | Michał Przysiężny | 6             | 6             |   |   |              |                   |                   |              |              |  |
|  |             | Javier Martí                   | Javier Martí                   | 3           | 0           |  |  |               |                   |                   |               |               |   |   |              | Michał Przysiężny | Michał Przysiężny | 7            | 6            |  |
|  |             | Quentin Halys                  | 3                              | 6           | 6           |  |  |               |                   |                   | Quentin Halys | Quentin Halys | 6 | 2 |              |                   |                   |              |              |  |
|  |             | Oriol Roca Batalla             | 6                              | 3           | 3           |  |  |               | Quentin Halys     | Quentin Halys     | 7             | 7             |   |   |              |                   |                   |              |              |  |
|  |             | Calvin Hemery                  | Calvin Hemery                  | 4           | 5           |  |  | 5             | Rajeev Ram        | Rajeev Ram        | 64            | 6(1)          |   |   |              |                   |                   |              |              |  |
|  | 5           | Rajeev Ram                     | Rajeev Ram                     | 6           | 7           |  |  |               |                   |                   |               |               |   |   |              |                   |                   |              |              |  |

### Sezione 3
|  | Primo turno | Primo turno             | Primo turno             | Primo turno | Primo turno |  |  | Secondo turno | Secondo turno      | Secondo turno      | Secondo turno   | Secondo turno   |   |   | Ultimo turno | Ultimo turno  | Ultimo turno  | Ultimo turno | Ultimo turno |  |
|  |             |                         |                         |             |             |  |  |               |                    |                    |                 |                 |   |   |              |               |               |              |              |  |
|  | 3           | Thanasi Kokkinakis      | Thanasi Kokkinakis      | 6           | 6           |  |  |               |                    |                    |                 |                 |   |   |              |               |               |              |              |  |
|  |             | Albert Alcaraz Ivorra   | Albert Alcaraz Ivorra   | 2           | 4           |  |  | 3             | Thanasi Kokkinakis | Thanasi Kokkinakis | 3               | 1               |   |   |              |               |               |              |              |  |
|  | WC          | Bernabé Zapata Miralles | Bernabé Zapata Miralles | 0           | 2           |  |  |               | Daniel Brands      | Daniel Brands      | 6               | 6               |   |   |              |               |               |              |              |  |
|  |             | Daniel Brands           | Daniel Brands           | 6           | 6           |  |  |               |                    |                    |                 |                 |   |   |              | Daniel Brands | Daniel Brands | 6            | 6            |  |
|  |             | Ivan Gakhov             | Ivan Gakhov             | 2           | 1           |  |  |               |                    | 8                  | Albert Montañés | Albert Montañés | 3 | 2 |              |               |               |              |              |  |
|  |             | Tobias Kamke            | Tobias Kamke            | 6           | 6           |  |  |               | Tobias Kamke       | 3                  | 6               | 5               |   |   |              |               |               |              |              |  |
|  |             | Aleksandre Metreveli    | Aleksandre Metreveli    | 3           | 6(0)        |  |  | 8             | Albert Montañés    | 6                  | 3               | 7               |   |   |              |               |               |              |              |  |
|  | 8           | Albert Montañés         | Albert Montañés         | 6           | 7           |  |  |               |                    |                    |                 |                 |   |   |              |               |               |              |              |  |

### Sezione 4
|  | Primo turno | Primo turno          | Primo turno          | Primo turno | Primo turno |  |  | Secondo turno | Secondo turno  | Secondo turno  | Secondo turno  | Secondo turno  |   |   | Ultimo turno | Ultimo turno | Ultimo turno | Ultimo turno | Ultimo turno |  |
|  |             |                      |                      |             |             |  |  |               |                |                |                |                |   |   |              |              |              |              |              |  |
|  | 4           | Daniel Gimeno Traver | Daniel Gimeno Traver | 5           | 3           |  |  |               |                |                |                |                |   |   |              |              |              |              |              |  |
|  |             | Marc Giner           | Marc Giner           | 7           | 6           |  |  |               | Marc Giner     | Marc Giner     | 0              | 3              |   |   |              |              |              |              |              |  |
|  |             | Tarō Daniel          | Tarō Daniel          | 6           | 4           |  |  |               | Tarō Daniel    | Tarō Daniel    | 6              | 6              |   |   |              |              |              |              |              |  |
|  |             | Laslo Đere           | Laslo Đere           | 0           | 0r          |  |  |               |                |                |                |                |   |   |              | Tarō Daniel  | Tarō Daniel  | 6            | 6            |  |
|  | PR          | José Checa Calvo     | José Checa Calvo     | 2           | 1r          |  |  |               |                |                | Norbert Gombos | Norbert Gombos | 4 | 3 |              |              |              |              |              |  |
|  |             | Jozef Kovalík        | Jozef Kovalík        | 6           | 3           |  |  |               | Jozef Kovalík  | Jozef Kovalík  | 2              | 2              |   |   |              |              |              |              |              |  |
|  |             | Norbert Gombos       | Norbert Gombos       | 6           | 6           |  |  |               | Norbert Gombos | Norbert Gombos | 6              | 6              |   |   |              |              |              |              |              |  |
|  | 6           | Íñigo Cervantes      | Íñigo Cervantes      | 4           | 4           |  |  |               |                |                |                |                |   |   |              |              |              |              |              |  |